# Jan-Baptist Bonnecroy

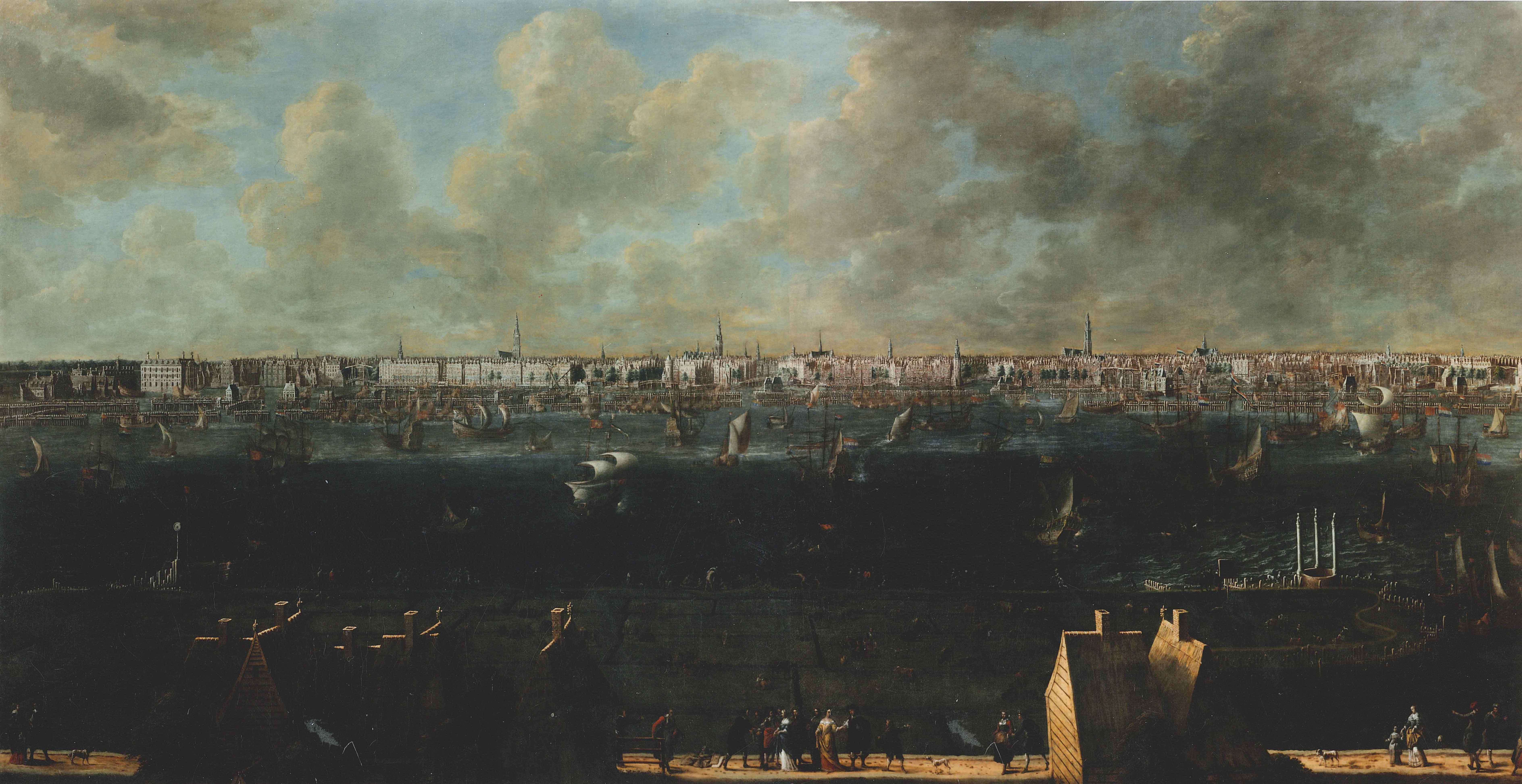
Gezicht op Amsterdam (1657), in particulier bezit

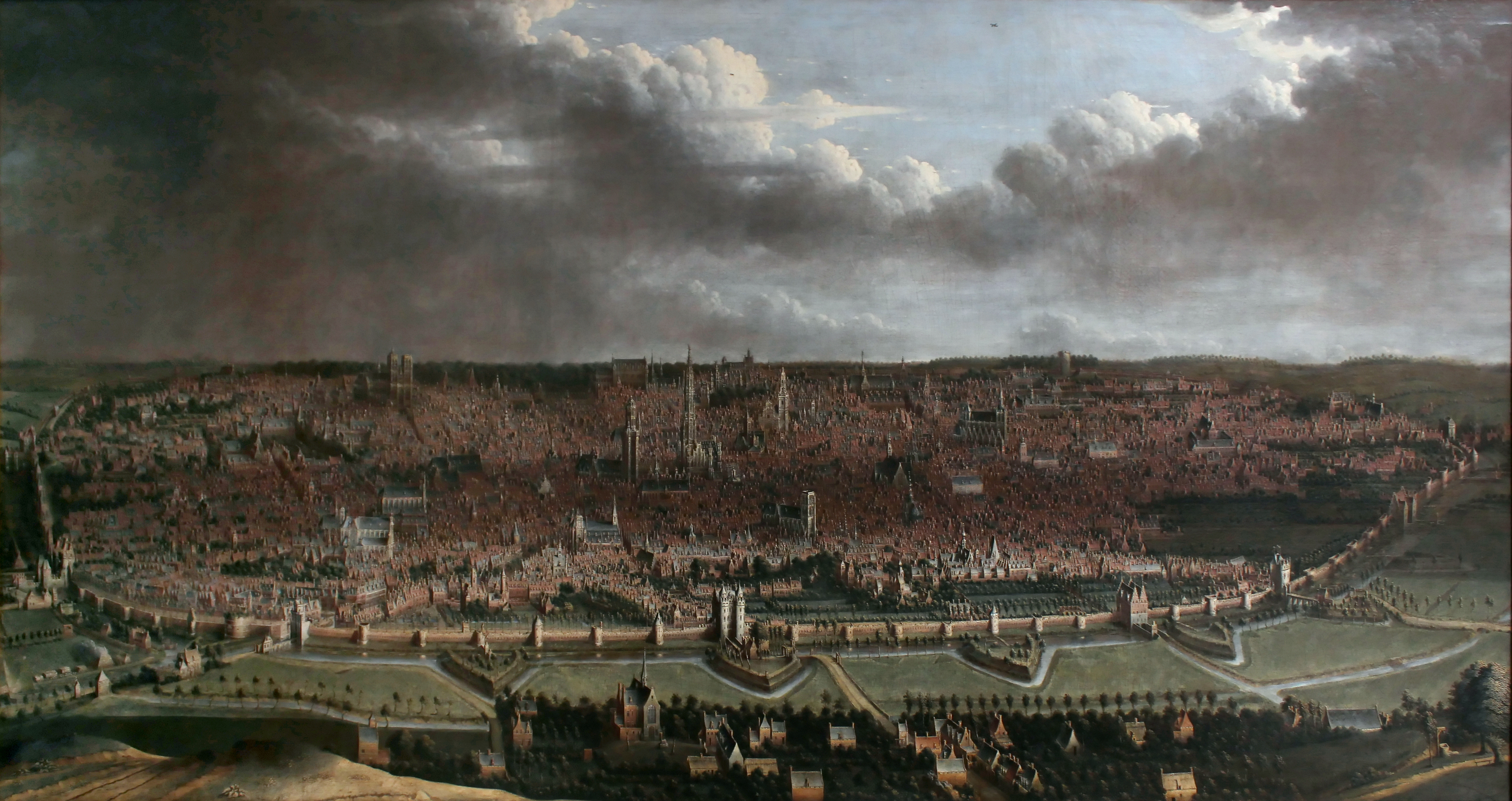
Gezicht op Brussel, 1664-65

Jan Baptist Bonnecroy (Antwerpen, 1618 - Brussel, 1676) was een Zuid-Nederlands kunstschilder en etser.

## Biografie
Hij was een leerling van Lucas van Uden. In 1646 werd hij meester in het Antwerpse gilde. In 1665 verhuisde hij naar Brussel, waar hij in 1676 stierf.
Bonnecroy schilderde vooral landschappen en stadspanorama's. Hij schilderde ook stadspanorama's van Antwerpen, Amsterdam en Brussel.

## Werken
- Gezicht op Brussel (1664-1665)